# 杉田喜章
杉田 喜章（すぎた よしあき、1981年11月24日 - ）は、静岡県浜松市中央区出身で北の湖部屋に所属していた元大相撲力士。本名同じ。身長167cm、体重106kg。得意手は下手投げ、寄り。最高位は幕下7枚目（2007年1月場所）。

## 来歴
小学校時代から相撲を始め、八幡中学校時代には全国中学校相撲選手権大会で優勝して中学生横綱に輝いた。
近大付属高時代には、2年生で国民体育大会で少年男子優勝。朝青龍、琴奨菊、磋牙司らと共に日本代表として中国遠征する。3年生で第一回世界ジュニア相撲選手権大会中量級で優勝。全国高等学校相撲選手権大会で準優勝。
近畿大学時代には体が大きくならず伸び悩んだ。4年生で大岩戸らと全国学生相撲選手権大会で近畿大学の26年ぶりとなる団体優勝に貢献する。
身長167cmと小兵のため、第2新弟子検査を経て2004年5月場所で前相撲で初土俵を踏んだ（同期生に把瑠都がいる）。
低く中に入って前に出たり、大きい力士に対して横から攻めたりといった速い攻めが持ち味で、2006年3月場所からは幕下上位に定着して活躍していたが、2007年7月場所では三段目に陥落した。9月場所では幕下に復帰し5勝2敗と勝ち越した。
その後は首の故障に苦しみ低迷。2009年7月場所では幕下で7戦全敗、翌9月場所を最後に引退した。引退後は家業の保険業の仕事をしている。

## 通算成績
- 通算成績：119勝105敗（33場所）